# Каньяда-де-Бенатандус
Каньяда-де-Бенатандус (ісп. Cañada de Benatanduz) — муніципалітет в Іспанії, у складі автономної спільноти Арагон, у провінції Теруель. Населення — 42 особи (2010).
Муніципалітет розташований на відстані близько 270 км на схід від Мадрида, 55 км на північний схід від міста Теруель.

## Демографія
Динаміка населення (INE ):

## Галерея зображень

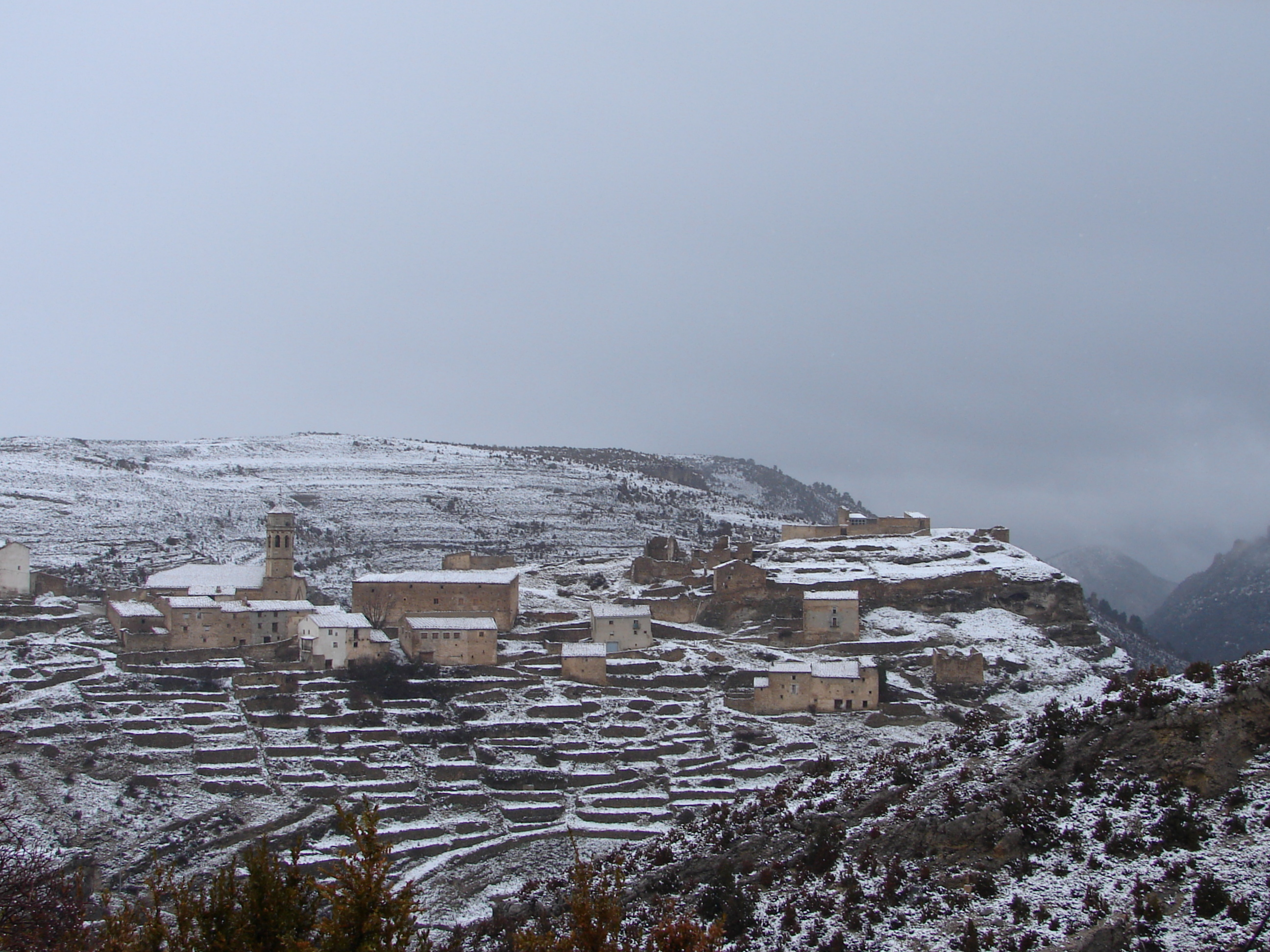
Каньяда-де-Бенатандус взимку